# Andy Fairweather Low

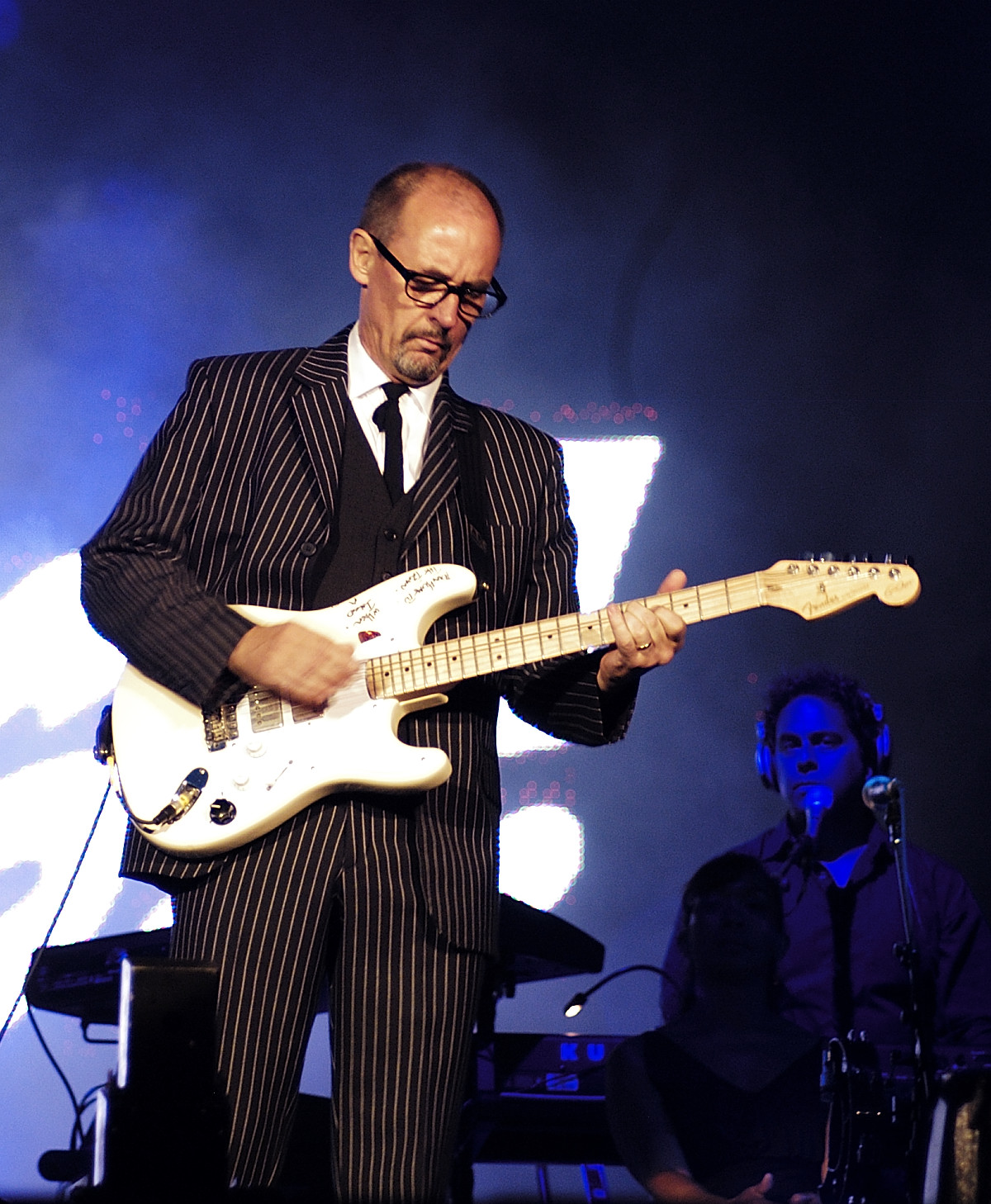
Andy Fairweather Low (2006)

Andy Fairweather Low (* 2. August 1948 in Ystrad Mynach, Glamorgan, Wales) ist ein britischer Gitarrist und Sänger.

## Karriere

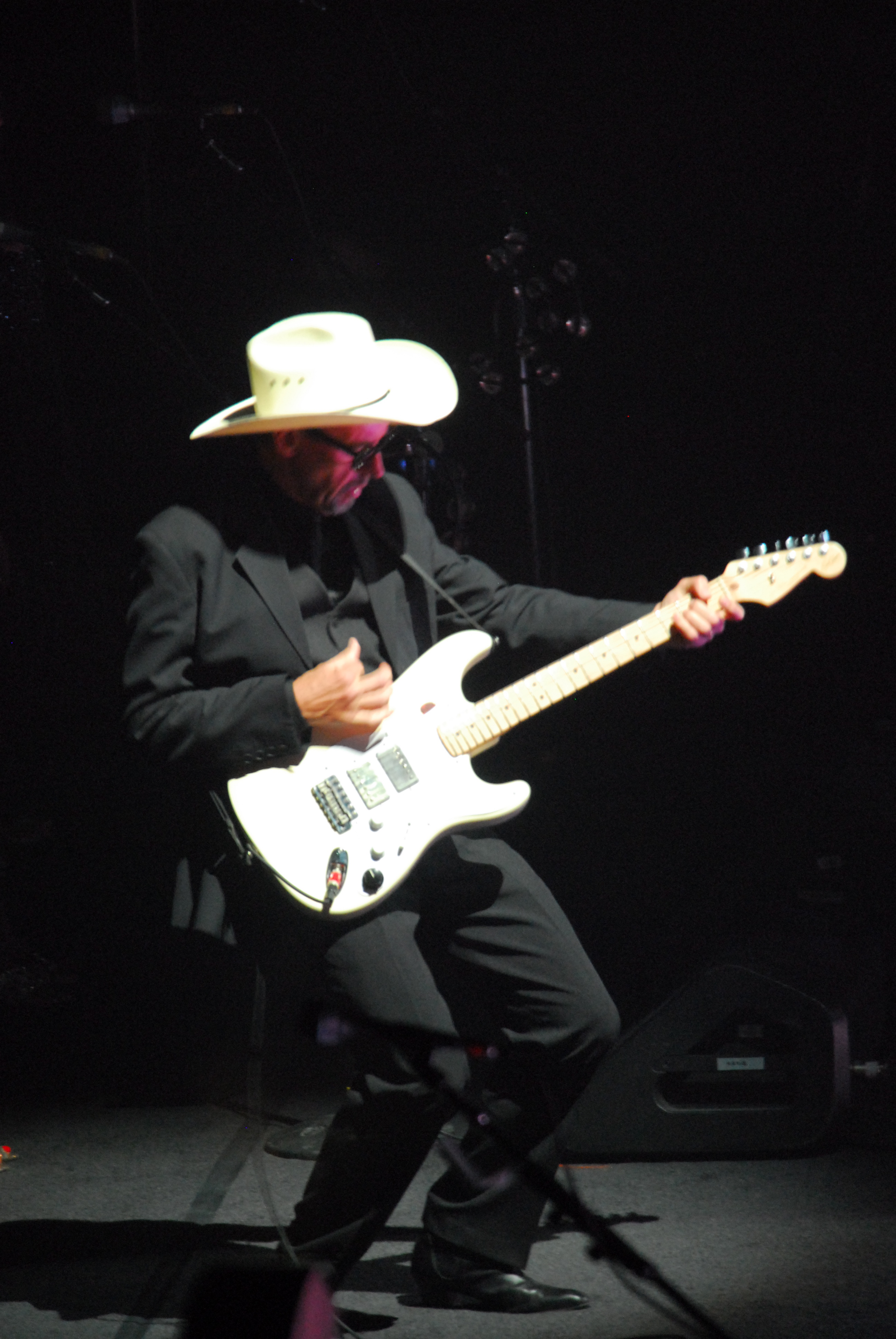
Andy Fairweather Low (2007)

Bekannt wurde er in den 1960er Jahren als Frontmann der Gruppe Amen Corner, die einige erfolgreiche Singles in Großbritannien hatte. Nach zwei Top-Twenty- und zwei Top-Ten-Hits erreichte ihre fünfte Single (If Paradise Is) Half As Nice am 12. Februar 1969 für zwei Wochen Platz 1 in den britischen Charts. Die Band löste sich 1970 auf, und Fairweather Low gründete die Gruppe Fair Weather, die aber nur kurze Zeit bestand.
1974 startete Fairweather Low seine Solo-Karriere. Bis 1980 veröffentlichte er vier Alben. Danach betätigte er sich vor allem als Gastmusiker und spielte unter anderen für Dave Edmunds, Gerry Rafferty, Richard Thompson, Roy Wood und The Who. Heute ist er vor allem als regelmäßiges Mitglied der Live-Bands von Eric Clapton und Roger Waters bekannt. Er wirkte zum Beispiel am MTV-Unplugged-Konzert von Clapton mit und spielte bei Roger Waters’ The Wall – Live in Berlin, mit dem er auch 2006 wieder mit der  The-Dark-Side-of-the-Moon-Tour unterwegs war.
Am 29. November 2002 nahm er am Gedenkkonzert für George Harrison teil. Er gehörte zur Concert-for-George-Stammband und unterstützte auch andere Interpreten, z. B. Joe Brown.

## Instrumente
Von Fender bekam er seine eigene Signature Stratocaster. Heute spielt Andy Fairweather Low meistens Fendergitarren und die ES-Serie von Gibson. Zu seinen Standardinstrumenten gehören auch akustische Gitarren von Martin. Außerdem empfahl Andy Fairweather Low Eric Clapton eine Nylonsaitengitarre mit Pickups. Als Clapton Tears in Heaven schrieb, fragte er Fairweather Low, ob er eine Gitarre besitze, die Nylonsaiten hat und trotzdem einen Tonabnehmer. Clapton wollte auch auf großen Konzerten Tears in Heaven spielen und dabei kein Mikrofon vor dem Resonanzloch haben. Fairweather Low zeigte Clapton dann eine solche Gitarre.

## Diskografie

### Mit Amen Corner
- Round Amen Corner (1968)
- The World Of (1969)
- The National Welsh Coast Explosion Company (1969)
- Farewell to the Real Magnificent Seven (1969)
- Chartbusters (1970)

### Mit Fair Weather
- Beginnings from an End (1971)
- Let Your Mind Roll On (1972)

### Als Solokünstler
- Spider Jiving (1974)
- La Booga Rooga (1975, UK: Silber)
- Be Bop’n’Holla (1976)
- Mega Shebang (1980)
- Bossa Nova (12" Maxi-Single) (1986)
- Sweet Soulful Music (2006)
- The Low Rider (2008) (mit Neuaufnahmen seiner Hits Solo, mit Amen Corner und Fair Weather)

### Mit The Low Riders
- Lively (2012)
- Zone-O-Tone (2013)
- Live from the New Theatre, Cardiff (2015)
- Listen Here (2017)

## Belege
1. ↑  Chartquellen: UK
2. ↑  Auszeichnungen für Musikverkäufe: UK

| Personendaten    | Personendaten                   |
| ---------------- | ------------------------------- |
| NAME             | Fairweather Low, Andy           |
| KURZBESCHREIBUNG | britischer Sänger und Gitarrist |
| GEBURTSDATUM     | 2. August 1948                  |
| GEBURTSORT       | Ystrad Mynach, Glamorgan, Wales |